# Missing : Disparus sans laisser de trace
Pour les articles homonymes, voir Missing et Porté disparu.
Missing : Disparus sans laisser de trace ou Porté disparu au Québec (1-800-Missing puis Missing en version originale) est une série télévisée américano-canadienne en 55 épisodes de 42 minutes, créée par Glenn Davis et William Laurin d'après les romans de Meg Cabot, et diffusée entre le 2 août 2003 et le 5 février 2006 sur la chaîne Lifetime aux États-Unis et sur W Network au Canada.
En France, la série a été diffusée entre le 2 octobre 2004 et le 3 mars 2006 sur Téva puis rediffusée M6, W9, Paris Première et à partir du 27 août 2012 sur Série Club et rediffusée dès le 11 octobre 2016 sur 13e rue. Au Québec, la série est diffusée à partir du 23 août 2005 sur Séries+, et en Belgique sur RTL TVI.

## Synopsis
Frappée par un éclair, Jess Mastriani développe la capacité d'avoir des visions de l'avenir qui lui permettent de voir des personnes disparues. Elle intègre alors l'équipe de Brooke Haslet, une agent du FBI. Par la suite, elle rejoint Washington où elle va aider Nicole Scott et Antonio Cortez à résoudre des affaires difficiles grâce à son incroyable don. Elle devient alors un agent du FBI à part entière.

## Distribution

### Acteurs principaux
- Caterina Scorsone (VF : Sylvie Jacob) : Jessica « Jess » Mastriani
- Gloria Reuben (VF : Brigitte Berges) : Brooke Haslett (saison 1)
- Justina Machado (VF : Annie Milon) : Sunshine « Sunny » Estrada (saison 1)
- Dean McDermott (VF : Pascal Germain) : Alan Coyle (saison 1)
- Vivica A. Fox (VF : Pascale Vital) : Nicole Scott (saisons 2 et 3)
- Mark Consuelos (VF : Damien Ferrette) : Antonio Cortez (saisons 2 et 3)
- Justin Louis (VF : Bruno Dubernat) : John Pollock (saisons 2 et 3)

### Acteurs récurrents
- Brad Rowe (VF : Damien Boisseau) : Jack Burgess (saison 1 ép 15, 16 et 18, + saison 3 ép 17 et 18)
- Rick Fox (VF : Jean-Jacques Nervest) : Éric Renard (saison 1)
- Adam MacDonald (VF : Benoît DuPac) : Douglas « Doug » Mastriani (saisons 1 et 2)
- Alberta Watson puis Maria Ricossa (VF : Eve Lorach) : Toni Mastriani (saisons 1 et 2)
- Aaron Ashmore (VF : Tristan Petitgirard) : Colin McNeil (saison 3)
- Alex Appel (VF : Sandra Valentin) : Janey Cooper (saison 3)

 Source et légende : version française (VF) sur RS Doublage

## Fiche technique
Société de production : Lionsgate Television

## Épisodes

### Première saison (2003-2004)
1. Les Foudres du destin (Pilot)
2. Preuves à l’appui (They Come as They Go)
3. Insomnies (Insomnia)
4. Secrets (I Thought I Knew You)
5. Envolée (Thin Air)
6. Mafia blues (Never Go Against the Family)
7. Sous haute surveillance (This Is Your Life)
8. Les Liens du mariage (Ties That Bind)
9. Une drôle d’affaire (M.I.A.)
10. La Dernière Chance (72 Hours to Kill)
11. Randonnée tragique alias Esprit maléfique (Deliverance from Evil)
12. Sous influence (Victoria)
13. Obsession (White Whale)
14. Une discipline de fer (Basic Training)
15. L'Image du père (Father Figure)
16. Trafic (Lost Sister)
17. Entre rêve et réalité (Delusional)
18. Remise en question (These Dreams Before Me alias The Fisher Queen)

### Deuxième saison (2004-2005)
Le 4 mars 2004, Lifetime renouvelle la série pour une deuxième saison, diffusée à partir du 10 juillet 2004.
1. Duo de choc (Sea of Love)
2. Liaison dangereuse (One Night Stand)
3. Cas de conscience (Judgement Day)
4. Résurrection (Resurrection)
5. Dernier arrêt (Last Stop)
6. Mauvaise fréquentation (In the Midnight Hour)
7. Bien sous tous rapports (Domestic Bliss)
8. Les Risques du métier (Cop Out)
9. Enquête clandestine (Puzzle Box)
10. Une vie de star (Pop Star)
11. Monsieur personne (Mr. Nobody)
12. Double jeu [1/2] (Truth or Dare [1/2])
13. Double jeu [2/2] (Truth or Dare [2/2])
14. Ennemi intime (Deep Cover)
15. Juste une rose… (John Doe)
16. Mon seul amour (Phoenix Rising)
17. Sept femmes (Paper Anniversary)
18. Virus mortel (And We Shall Be Changed alias We Are Coming Home)

### Troisième saison (2005-2006)
Elle a été diffusée à partir du 12 juin 2005.
1. Un bébé à tout prix [1/2] (Anything for the Baby [1/2])
2. Un bébé à tout prix [2/2] (Anything for the Baby [2/2])
3. Le Choix d’un père (Unnatural Disaster)
4. La Peur au ventre (Off the Grid)
5. Rien ne sert de courir (And the Walls Come Tumbling Down)
6. L'Homme sans visage (Looking for Mr. Wright)
7. Les Règles du jeu (Last Night)
8. Le Fugitif (Fugitive)
9. En proie au doute (Analysis)
10. Post-mortem (Try Again)
11. Le Patient X (Patient X)
12. Les Liens du cœur (Sisterhood)
13. Les Portes de l’enfer (Death in the Family)
14. Le Fils prodigue (Have You Seen This Man?)
15. Fausse piste (Spring Break)
16. Pour qui sonne le glas (Cut)
17. La Croisée des chemins (Double Take)
18. Au grand jour (Imposure)
19. La Dernière Cible (So Shall Ye Reap)

## Commentaires
Dans le pilote, Brooke est en couple avec l'agent Vic Martinsen (Vondie Curtis-Hall). Néanmoins, il ne fera plus aucune apparition par la suite et ne sera pas mentionné. Un nouveau personnage, Éric Renard (Rick Fox), sera donc introduit pour pallier son absence. De plus, Adam MacDonald et Alberta Watson qui jouent le frère et la mère de Jess étaient des personnages principaux (étant même crédités dans le générique) mais à la suite du départ de cette dernière, ils sont devenus récurrents.
Par son thème, cette série rappelle FBI : Portés disparus / Sans laisser de trace (Without a Trace). Cependant, même si les deux séries n'hésitent pas à puiser leur inspiration dans des faits divers, hélas, trop fréquents, les méthodes employées pour aboutir au résultat sont assez différentes. Alors que FBI : Portés disparus épluche et dissèque méthodiquement les indices tangibles pour trouver une piste qui conduira à la personne disparue, les agents de Missing : Disparus sans laisser de trace n'hésitent pas à utiliser les visions de leur coéquipière pour trouver leur piste.
La série n'aura pas de quatrième saison malgré de bonnes audiences avec environ 2,2 millions de téléspectateurs par épisode. Un score plus qu'honorable pour une chaîne câblée et en hausse par rapport à la précédente saison. La chaîne annula la série pour laisser une chance à une autre série similaire, Angela's Eyes, annulée après treize épisodes.